# CutePDF
CutePDF est un logiciel propriétaire de conversion et d’édition de fichiers PDF, développé par la société américaine Acro Software. Il fonctionne sous Microsoft Windows,.
Le module principal, CutePDF Writer, permet de créer des fichiers PDF à partir de n’importe quelle application disposant de la fonction d’impression. Le logiciel s’installe comme une imprimante virtuelle, accessible via la boîte de dialogue d’impression des logiciels Windows,,.
Un autre module, CutePDF Form Filler, permet de remplir et d’éditer des formulaires PDF simples sans nécessiter de logiciel de création de PDF payant.

## Réception
Le logiciel a reçu une note de 4 sur 5 par le magazine informatique allemand Chip. Il a également été recommandé par plusieurs médias techniques tels que TechRepublic (octobre 2003), The Washington Post (mai 2009), et PC World (février 2014).

## Controverses
Certaines versions historiques de CutePDF ont été critiquées pour avoir intégré des modules publicitaires (adware) dans leur programme d’installation,.
Le site Freeware Genius a exclu CutePDF de sa comparaison des meilleures imprimantes PDF gratuites en 2011, invoquant des préoccupations liées à la vie privée et à l’intégration de composants publicitaires ou espions.
En juin 2016, l’installateur de CutePDF proposait d’installer la barre d’outils Ask.com (souvent associée à des détournements de navigateur) ainsi que le composant publicitaire OpenCandy.